# Leptotarsus exemptus
Leptotarsus exemptus är en tvåvingeart som först beskrevs av Alexander 1936.  Leptotarsus exemptus ingår i släktet Leptotarsus och familjen storharkrankar. Inga underarter finns listade i Catalogue of Life.